# آدم غريفيث
آدم غريفيث (11 فبراير 1978 في أستراليا - ) (بالإنجليزية: Adam Griffith)‏ هو لاعب كريكت أسترالي. لعب مع فريق تسمانيا للكريكت ونادي مقاطعة ليسترشاير للكريكت ‏.

## وصلات خارجية
- آدم غريفيث على موقع إي آس بي آن كريك إنفو (الإنجليزية)